# Манига, Лесли
Лесли Франсуа Сен Рок Манига (фр. Leslie François Saint Roc Manigat; 16 августа 1930, Порт-о-Пренс, Гаити — 27 июня 2014, там же) — гаитянский государственный и политический деятель; 35-й Президент Республики Гаити (в 1988 году)

## Биография
Родился в семье матери-педагога и отца-политика. Лесли был самым младшим из четырёх детей. Его дед Франсуа Манига был известным генералом и политиком, в конце XIX века был кандидатом в президенты Гаити.
Окончив институт, преподавал в школе математику и впоследствии получил степень по философии в Сорбонне, где потом преподавал курс всемирной истории и печатался в ряде гаитянских газет. С 1953 года в Министерстве иностранных дел Гаити, дорос до директора по политическим вопросам. В 1958 году он поддержал нового президента Франсуа Дювалье и стал первым директором школы международных исследований при Университете Гаити. Обвинённый в поддержке студенческих забастовок, был заключён в тюрьму на два месяца в 1963 году, после чего отправился в ссылку во Францию, США и Венесуэлу. Преподавал в Институте политических исследований (Франция), Университете Джонса Хопкинса (США), Йельском университете (США), Каракасском университете (Венесуэла) и Университете Вест-Индии (Тринидад и Тобаго). В 1979 году в эмиграции организовал христианско-демократическое Объединение прогрессивных национал-демократов.
После свержения диктатуры Дювалье баллотировался сначала на сорванных террором тонтон-макутов президентских выборах 29 ноября 1987 года, а затем на выборах 17 января 1988 года, на которых при явке около 10 % избирателей получил 50,2 % голосов, опередив 13 других кандидатов. 7 февраля вступил в должность, в марте назначил премьер-министром М. Селестена. Однако не получил поддержки ни у народа, ни у влиятельных политических сил, ни в армии. 19 июня попытался отправить в отставку командующего армией, бывшего президента Анри Намфи и 20 июня был им свергнут.
До 1990 года находился в ссылке. Участвовал в выборах 2006 года, проиграл Р. Превалю, получил 12,4 % голосов, заняв 2-е место.
Умер 27 июня 2014 года в возрасте 83 лет.

## Семья
Жена, Мирланд Манига, — лидер гаитянской оппозиции в конце 2000-х годов и кандидат в президенты на выборах 2010-11 годов, победила в 1-м туре, набрав 31,37 % голосов, но проиграла во 2-м Джозефу Мартейи, получив 31,74 % голосов против 67,57 %.